# جميلة (منطقة)
جميلة منطقة في شارع فلسطين، في قضاء الصدر الثاني، في صوب الرصافة في بغداد تعتبر منطقة جميلة من اقدم مناطق بغداد التي سميت على اسم المناضلة الجزائرية جميلة بوحيرد، كانت منطقة جميلة قبل 2003 تتبع إلى الوزيرية لكنها الآن تتبع إلى شارع فلسطين.
صنفت منطقة جميلة كرابع أجمل وانظف منطقة في بغداد بعد كل من المنصور والحارثية والاعظمية في سنة 1983م، ومن أشهر شوراعها هو شارع خير الله طلفاح الذي يقع منزله في حي جميلة الأولى وسمي الشارع على اسمه، يتضمن الحي مركزاً لتسويق الفواكه والخضار إلى احياء بغداد، وسوقاً للجملة تباع فيه البضائع المحلية والمستوردة.

## التقسيم
يقسم حي جميلة إلى قسمان هما:
1. جميلة الأولى: مجاورة قناة الجيش.
2. جميلة الثانية: مجاورة لمدينة الصدر.